# Португал-Коув-Сент-Філіпс
Португал-Коув-Сент-Філіпс (англ. Portugal Cove-St. Philip's) — містечко в Канаді, у провінції Ньюфаундленд і Лабрадор.

## Населення
За даними перепису 2016 року, містечко нараховувало 8147 осіб, показавши зростання на 10,6%, порівняно з 2011-м роком. Середня густина населення становила 141,9 осіб/км².
З офіційних мов обидвома одночасно володіли 710 жителів, тільки англійською — 7 410, а 5 — жодною з них. Усього 90 осіб вважали рідною мовою не одну з офіційних, з них 5 — українську.
Працездатне населення становило 68,9% усього населення, рівень безробіття — 7,9% (9,4% серед чоловіків та 6,3% серед жінок). 87,9% осіб були найманими працівниками, а 11,1% — самозайнятими.
Середній дохід на особу становив $59 513 (медіана $44 917), при цьому для чоловіків — $74 193, а для жінок $45 435 (медіани — $57 003 та $36 864 відповідно).
21,9% мешканців мали закінчену шкільну освіту, не мали закінченої шкільної освіти — 15,5%, 62,5% мали післяшкільну освіту, з яких 40,1% мали диплом бакалавра, або вищий, 120 осіб мали вчений ступінь.
| Статево-вікова структура населення | Статево-вікова структура населення | Статево-вікова структура населення | Статево-вікова структура населення | Статево-вікова структура населення |
| ---------------------------------- | ---------------------------------- | ---------------------------------- | ---------------------------------- | ---------------------------------- |
|                                    |                                    |                                    |                                    |                                    |
| Всього                             | Всього                             | 50,1%49,9%                         |                                    |                                    |
| 0 — 14 років                       | 0 — 14 років                       |                                    | 19,7%                              | 19,7%                              |
| 15 — 64 років                      | 15 — 64 років                      |                                    | 67,6%                              | 67,6%                              |
| 65 і більше                        | 65 і більше                        |                                    | 12,6%                              | 12,6%                              |
| 85 і більше                        | 85 і більше                        |                                    | 0,7%                               | 0,7%                               |
| Середній вік (років)               | Середній вік (років)               | 38,939,6                           | 39,2                               | 39,2                               |
| Медіана (років)                    | Медіана (років)                    | 41,2                               | 41,2                               | 41,2                               |
| — чоловіки — жінки                 |                                    |                                    |                                    |                                    |

| Походження мешканців:     | Походження мешканців:     | Походження мешканців: | Походження мешканців: | Походження мешканців: |
| ------------------------- | ------------------------- | --------------------- | --------------------- | --------------------- |
| Походження                |                           |                       | осіб                  | %                     |
| Корінні американці        | Корінні американці        |                       | 565                   | 6.96%                 |
| Інше північноамериканське | Інше північноамериканське |                       | 4 145                 | 51.08%                |
| Європейське               | Європейське               |                       | 5 395                 | 66.48%                |
| британське                | британське                |                       | 5 095                 | 62.78%                |
| французьке                | французьке                |                       | 415                   | 5.11%                 |
| українське                | українське                |                       | 80                    | 0.99%                 |
| Латинськоамериканське     | Латинськоамериканське     |                       | 10                    | 0.12%                 |
| Африканське               | Африканське               |                       | 25                    | 0.31%                 |
| Азійське                  | Азійське                  |                       | 140                   | 1.73%                 |

| Зайнятість населення за галузями (за класифікацією NOC): | Зайнятість населення за галузями (за класифікацією NOC): | Зайнятість населення за галузями (за класифікацією NOC): | Зайнятість населення за галузями (за класифікацією NOC): | Зайнятість населення за галузями (за класифікацією NOC): |
| -------------------------------------------------------- | -------------------------------------------------------- | -------------------------------------------------------- | -------------------------------------------------------- | -------------------------------------------------------- |
|                                                          |                                                          |                                                          |                                                          |                                                          |
| Управління                                               | Управління                                               |                                                          | 10%                                                      | 10%                                                      |
| Бізнес, фінанси та адміністрування                       | Бізнес, фінанси та адміністрування                       |                                                          | 15,2%                                                    | 15,2%                                                    |
| Природничі та прикладні науки                            | Природничі та прикладні науки                            |                                                          | 10,2%                                                    | 10,2%                                                    |
| Охорона здоров'я                                         | Охорона здоров'я                                         |                                                          | 9,6%                                                     | 9,6%                                                     |
| Освіта, правозахист, муніципальні та урядові служби      | Освіта, правозахист, муніципальні та урядові служби      |                                                          | 11,6%                                                    | 11,6%                                                    |
| Мистецтво, культура, відпочинок та спорт                 | Мистецтво, культура, відпочинок та спорт                 |                                                          | 1,8%                                                     | 1,8%                                                     |
| Роздрібна торгівля та послуги                            | Роздрібна торгівля та послуги                            |                                                          | 18,4%                                                    | 18,4%                                                    |
| Гуртова торгівля, транспорт та обладнання                | Гуртова торгівля, транспорт та обладнання                |                                                          | 19%                                                      | 19%                                                      |
| Природні ресурси, сільське господарство                  | Природні ресурси, сільське господарство                  |                                                          | 2,8%                                                     | 2,8%                                                     |
| Виробництво                                              | Виробництво                                              |                                                          | 1,6%                                                     | 1,6%                                                     |

## Клімат
Середня річна температура становить 5°C, середня максимальна – 19,2°C, а середня мінімальна – -9,2°C. Середня річна кількість опадів – 1 442 мм.
| Клімат поселення                              | Клімат поселення | Клімат поселення | Клімат поселення | Клімат поселення | Клімат поселення | Клімат поселення | Клімат поселення | Клімат поселення | Клімат поселення | Клімат поселення | Клімат поселення | Клімат поселення | Клімат поселення |
| Показник                                      | Січ.             | Лют.             | Бер.             | Квіт.            | Трав.            | Черв.            | Лип.             | Серп.            | Вер.             | Жовт.            | Лист.            | Груд.            |                  |
| Середній максимум, °C                         | 0,77             | −0,03            | 2,44             | 6,40             | 10,40            | 14,50            | 18,38            | 19,21            | 15,10            | 10,56            | 6,30             | 1,97             |                  |
| Середня температура, °C                       | −3,82            | −4,63            | −2,17            | 1,81             | 5,80             | 9,91             | 15,22            | 16,03            | 11,94            | 7,39             | 3,13             | −1,2             |                  |
| Середній мінімум, °C                          | −8,4             | −9,22            | −6,75            | −2,78            | 1,21             | 5,31             | 12,04            | 12,86            | 8,76             | 4,23             | −0,05            | −4,37            |                  |
| Норма опадів, мм                              | 138              | 122              | 120              | 113              | 97               | 103              | 91               | 102              | 127              | 152              | 137              | 140              |                  |
| Середньомісячна швидкість вітру, м/с          | 8.13             | 7.58             | 7.18             | 6.54             | 5.80             | 5.38             | 5.20             | 5.24             | 5.85             | 6.65             | 7.20             | 7.94             |                  |
| Середньомісячна сонячна радіація, кДж/м²·день | 3911             | 6712             | 10591            | 14051            | 17060            | 19064            | 19198            | 16109            | 12038            | 7143             | 4105             | 3000             |                  |
| --------------------------------------------- | ---------------- | ---------------- | ---------------- | ---------------- | ---------------- | ---------------- | ---------------- | ---------------- | ---------------- | ---------------- | ---------------- | ---------------- | ---------------- |
| Джерело:                                      |                  |                  |                  |                  |                  |                  |                  |                  |                  |                  |                  |                  |                  |